# Asarcopus phaedo
Asarcopus phaedo – gatunek pluskwiaka z rodziny Caliscelidae i podrodziny Caliscelinae.
Gatunek ten opisany został w 1967 roku przez Rolanda Fennaha na podstawie pojedynczej samicy odłowionej w Otavifontein.
Pluskwiak o ciemnokasztanowobrunatnym ciele z elementami rudymi, a wargą górną i fragmentami odnóży kremowobiałymi. Holotypowa samica ma 3 mm długości. Ciemię nieco ponad dwukrotnie dłuższe niż szersze, opadające, wypukłe na przednim brzegu, o bokach prawie równoległych, opatrzone Y-kształtnym żeberkiem. Nadustek wypukły, trójkątny, silnie pośrodku żeberkowany. Kąty boczne sternitu pregenitalnego samicy ostre, a krawędź między nimi płytko wykrojona; środkowa część tego sternitu wydłużona doogonowo w szeroki płatek.
Gatunek znany z Namibii i Lesotho.